# Маунт Олимпус (Јута)
Маунт Олимпус (енгл. Mount Olympus) град је у америчкој савезној држави Јута.

## Демографија
По попису из 2000. године број становника је 7.103.
| Група             | 2000.         | 2010.    |
| Белци             | 6.632 (93,4%) | 0 (0,0%) |
| Афроамериканци    | 15 (0,2%)     | 0 (0,0%) |
| Азијати           | 221 (3,1%)    | 0 (0,0%) |
| Хиспаноамериканци | 126 (1,8%)    | 0 (0,0%) |
| Укупно            | 7.103         | 0        |